# Сухая Верейка
Сухая Верейка — река в Воронежской области России. Протекает по Семилукскому и Рамонскому районам. Устье реки находится на 33 км левого берега реки Большая Верейка.
Длина реки составляет 18 км, площадь водосборного бассейна 88,9 км².
Река берёт начало из пруда в селе Малая Покровка. На реке расположены населённые пункты Фёдоровка, Спасское, Дмитриевка, Высочкино, Павловка, Лебяжье.

## Данные водного реестра
По данным государственного водного реестра России относится к Донскому бассейновому округу, водохозяйственный участок реки — Дон от города Задонск до города Лиски, без рек Воронеж (от истока до Воронежского гидроузла) и Тихая Сосна, речной подбассейн реки — бассейны притоков Дона до впадения Хопра. Речной бассейн реки — Дон (российская часть бассейна).
Код объекта в государственном водном реестре — 05010100812107000002167.